# Telamonanthe rileyi
Telamonanthe rileyi är en insektsart som beskrevs av Goding. Telamonanthe rileyi ingår i släktet Telamonanthe och familjen hornstritar. Inga underarter finns listade i Catalogue of Life.